# Promenade Jean-Jacques-Mercier
La promenade Jean-Jacques-Mercier est située à Lausanne, en Suisse.

## Histoire
Jusqu'à la fin du XIXe siècle, le site de Chissiez est planté de vignobles. En 1899, un immeuble doit les remplacer et les habitants du quartier s’y opposent, soulignant « l'importance de ne pas laisser envahir tous les beaux points de vue par des constructions particulières, mais d'en réserver pour le public ». La pétition mène à la création de la promenade qui est inaugurée en 1910, notamment grâce à un don de 40 000 francs suisses de Jean-Jacques Mercier-de Molin, en 1903, qui proposait à la ville de Lausanne de créer un parc public à la mémoire de son père Jean-Jacques Mercier, tanneur et homme d'affaires. L'architecte rencontre lors de son aménagement des problèmes techniques et géologiques le contraignant notamment à abaisser l’esplanade de trois mètres par rapport aux plans initiaux et à renoncer à l'édification du kiosque à musique prévu en son centre. Il est malgré tout bâti en 1922, une fois les problèmes techniques surmontés,.

## Description
L’esplanade, les escaliers, les chemins en zigzag et les arbres dessinent à l'origine une symétrie parfaite autour de l'axe central de la promenade. Depuis, certains spécimens ont disparu, et la parfaite symétrie de l'endroit avec eux. À l’extrémité est de l’esplanade se trouve un imposant bloc erratique. Appelé Pierre Vinzio, du nom de son donateur, Charles Vinzio, offert à la ville en 1903 à l’occasion du centenaire de l'adhésion du canton de Vaud à la Confédération suisse, le bloc est installé dans la promenade en 1911,.

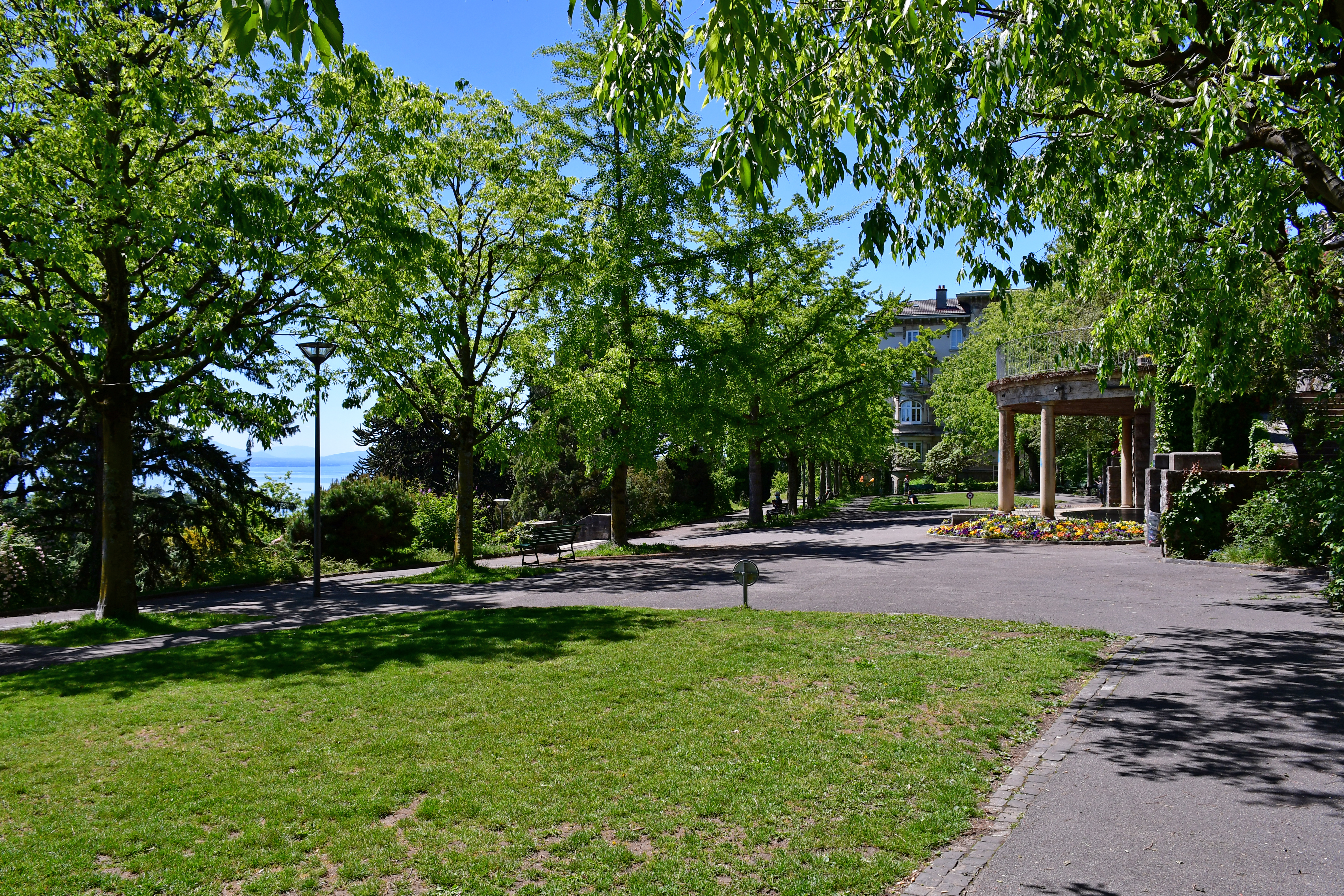
L'esplanade et son kiosque à musique.
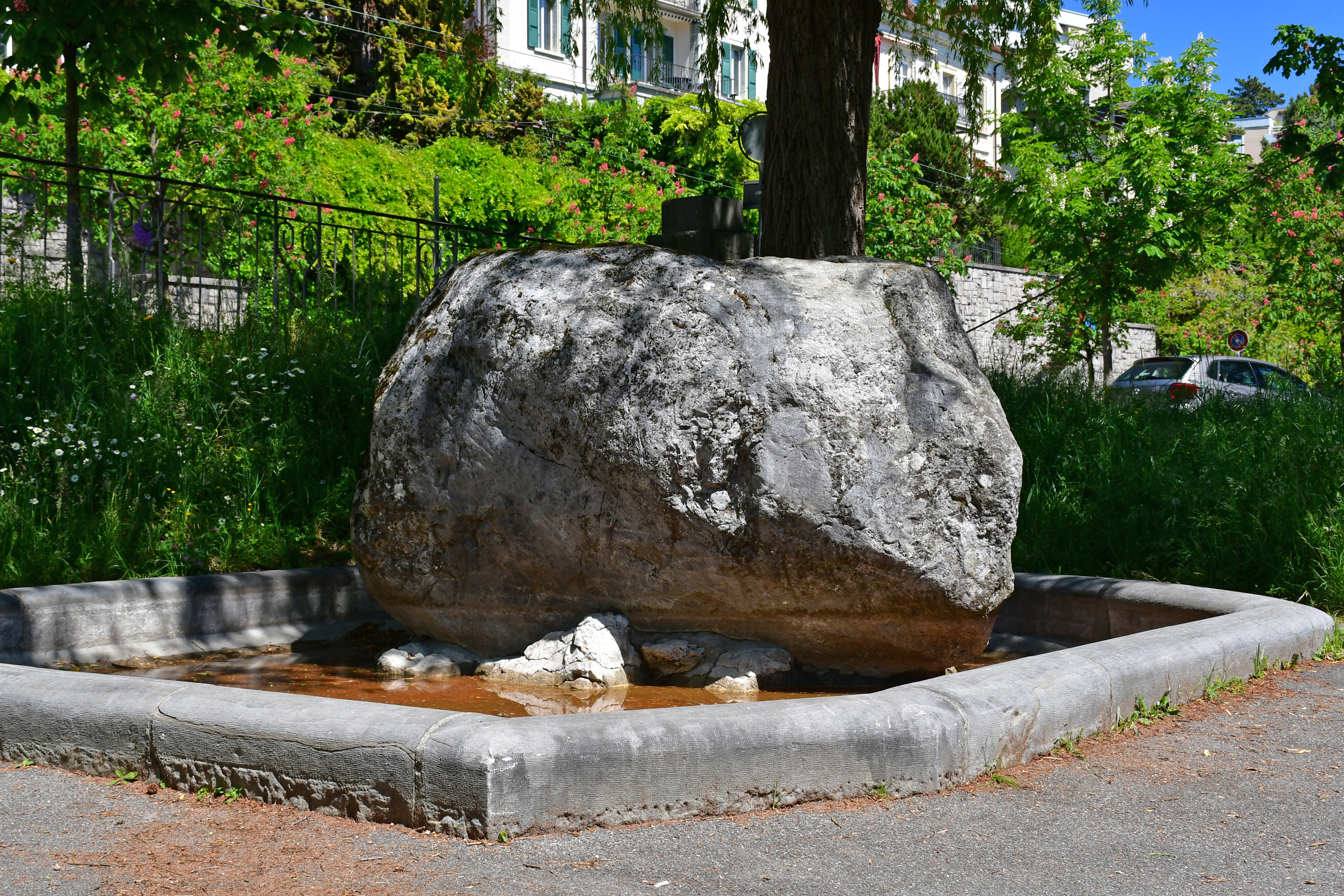
La pierre Vinzio, placée au coin nord-est de l'esplanade.
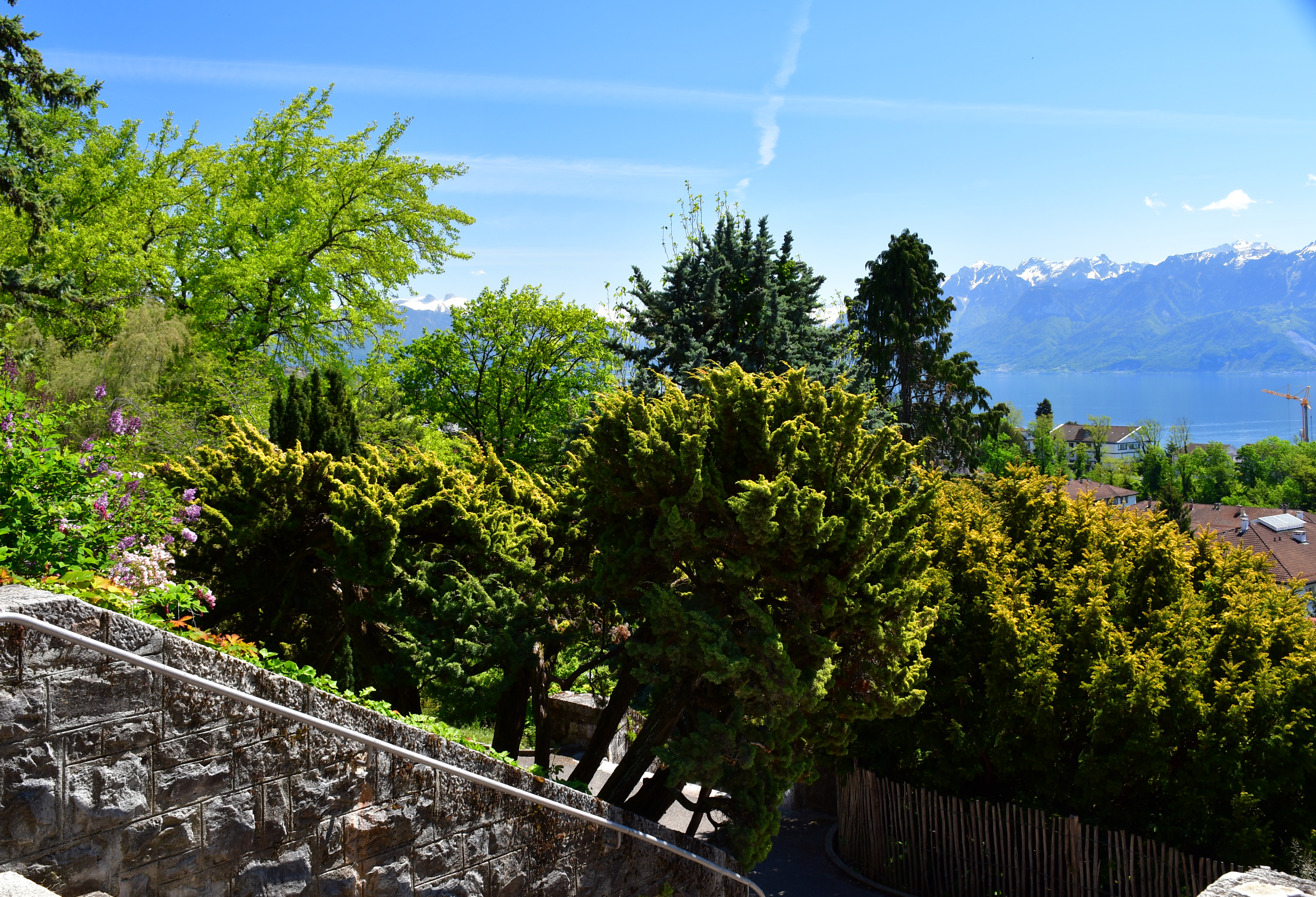
Vue sur le Léman depuis un des escaliers.
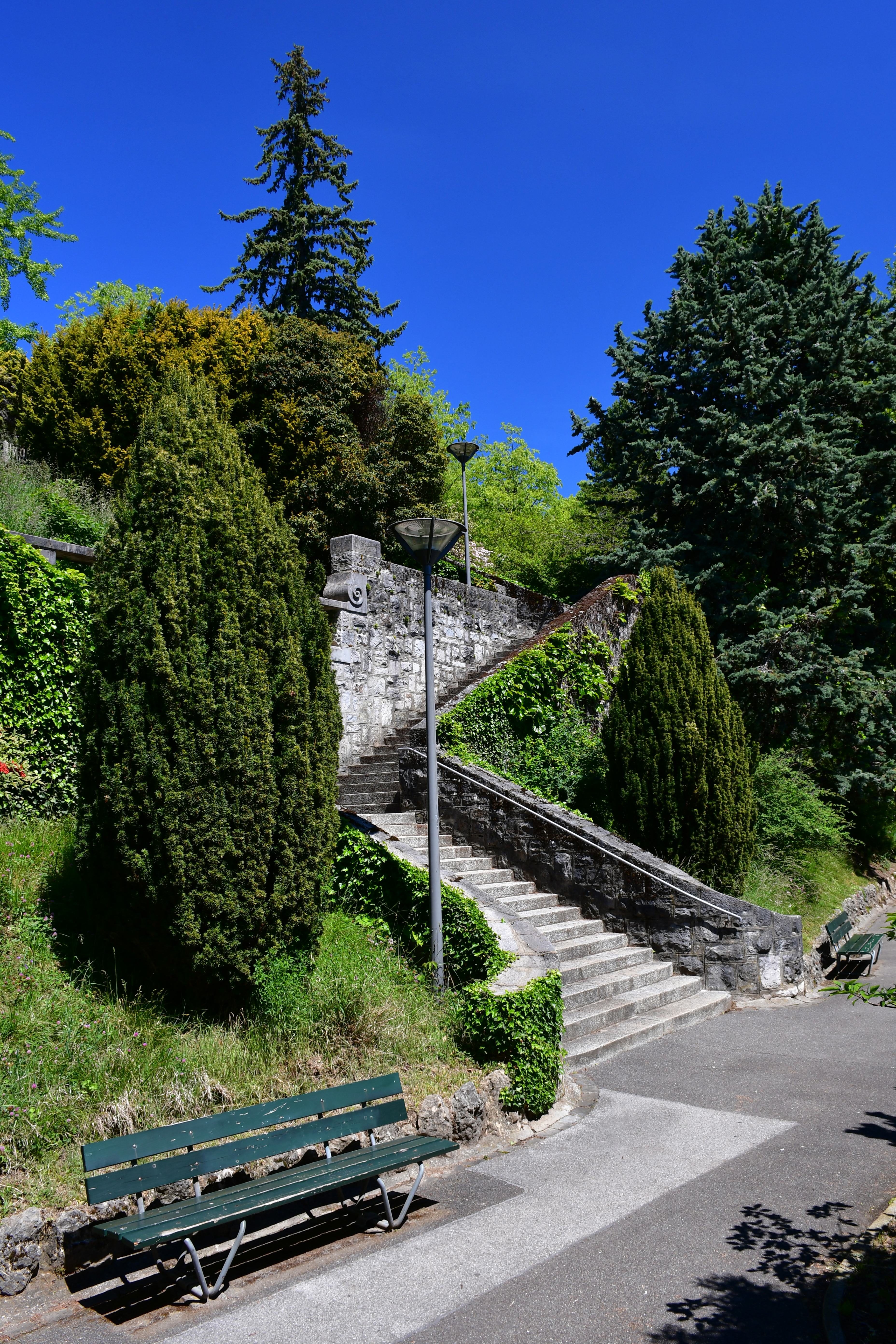
Un des escaliers de la promenade.
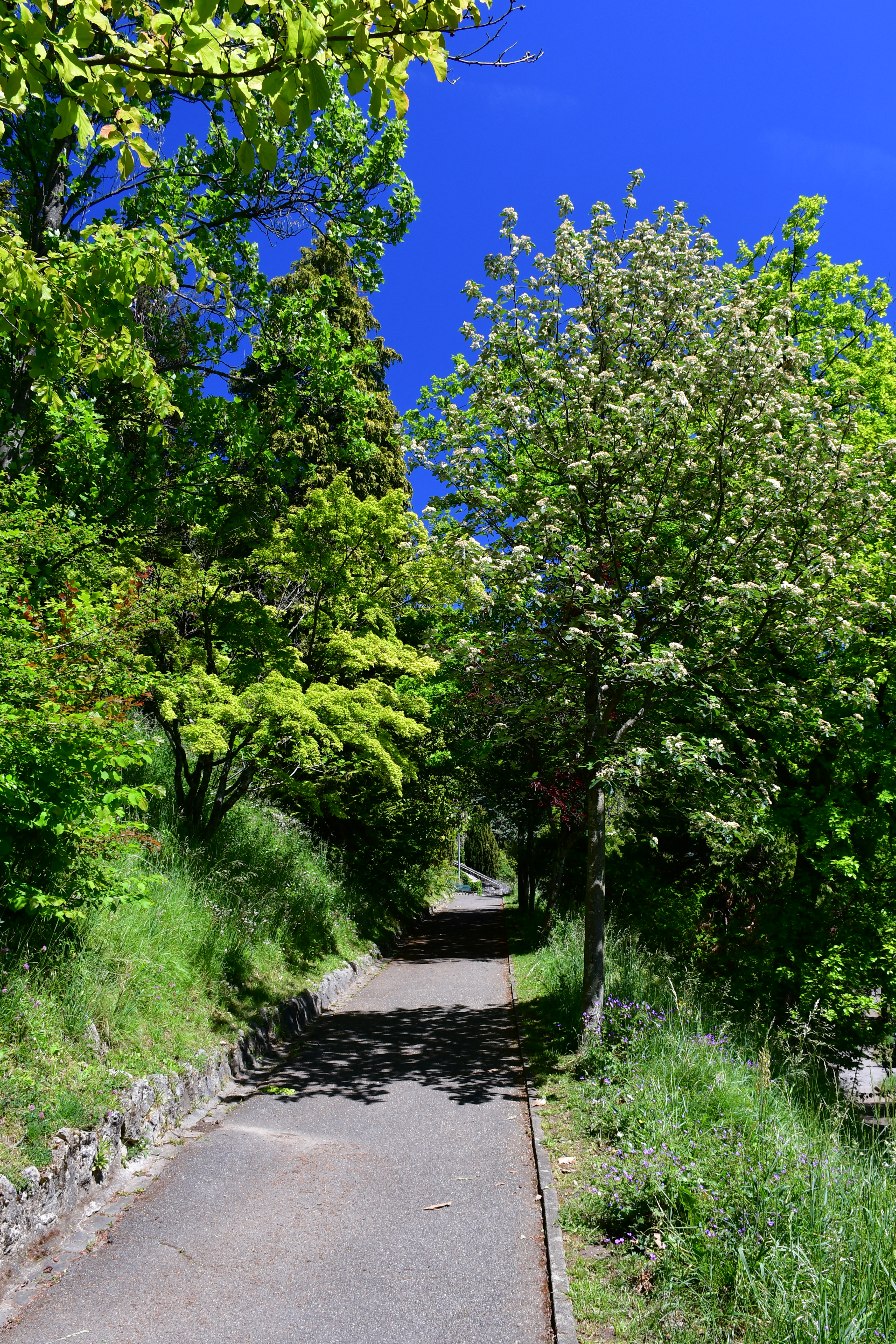
Une des allées de la promenade.

## Flore
La promenade réunit plus de 350 espèces d'arbres, dont des essences exotiques comme un Araucaria, un arbre au caramel (Cercidiphyllum japonicum), un arbre aux mouchoirs (Davidia involucrata) et un bilimbi (Averrhoa bilimbi) ; la situation du site, exposé au sud et protégé de la bise, leur permet de s’épanouir,.